# Каси, Антони
Антони́ Каси́ (фр. Anthony Caci; род. 1 июля 1997, Форбак) — французский футболист, защитник клуба «Майнц 05». Участник летних Олимпийских игр 2020 в Токио.

## Клубная карьера
Каси — воспитанник клуба «Страсбур». 21 октября 2016 года в матче против «Осер» он дебютировал в Лиге 2. В 2017 году клуб вышел в элиту. 12 августа 2018 года в матче против «Бордо» он дебютировал в Лиге 1. 23 ноября 2019 года в поединке против «Амьена» Антони забил свой первый гол за «Страсбур».
Летом 2022 года Каси перешёл в немецкий «Майнц 05». 6 августа в матче против «Бохума» он дебютировал в Бундеслиге. 16 сентября в поединке против столичной «Герты» Антони забил свой первый гол за «Майнц 05».

## Международная карьера
В 2019 году в составе молодёжной сборной Франции Каси принял участие в молодёжном чемпионате Европы в Италии и Сан-Марино. На турнире он был запасным и на поле не вышел.
В 2021 году Каси принял участие в Олимпийских играх в Токио. На турнире он сыграл в матчах против команд Мексики и Японии и ЮАР.